# 1866 en musique classique
| \| • Retour à la chronologie générale de la musique classique • \| |
| Grèce • Rome • Haut Moyen Âge • VIIIe siècle • IXe siècle • Xe siècle • XIe siècle XIIe siècle • XIIIe siècle • XIVe siècle • XVe siècle • XVIe siècle • XVIIe siècle XVIIIe siècle • XIXe siècle • XXe siècle • XXIe siècle |
| • Retour à la chronologie générale de la musique classique • |

| Années en musique classique : 1863 - 1864 - 1865 - 1866 - 1867 - 1868 - 1869    |
| Décennies en musique classique : 1830 - 1840 - 1850 - 1860 - 1870 - 1880 - 1890 |

## Événements

### Créations
- 21 mars : Cavalerie légère, opérette de Franz von Suppé, créée à Vienne.
- 16 avril :  La Fiancée vendue , opéra-comique (1re version, en 2 actes) de Bedřich Smetana, créé à Prague (voir 1870).
- 7 juin : La Colombe,  opéra-comique (version en 2 actes) de Charles Gounod, créé à la Salle Favart de Paris (voir 1860).
- 31 octobre :  La Vie parisienne , opéra bouffe d’Offenbach, créé au Palais-Royal de Paris.
- 12 novembre : La source ou Naila, ballet en 3 actes et 4 tableaux de Ludwig Minkus et Léo Delibes, créée à l'Opéra de Paris.
- 17 novembre : Mignon, tragédie lyrique d'Ambroise Thomas, créée à l'Opéra-Comique à Paris sous la direction de Théophile Tilmant.

Date indéterminée
- Symphonie no 1 en sol mineur (Rêves d’hiver), op. 13 de Piotr Ilitch Tchaïkovski.

### Autres
- Création du Conservatoire Tchaïkovski de Moscou.

## Naissances

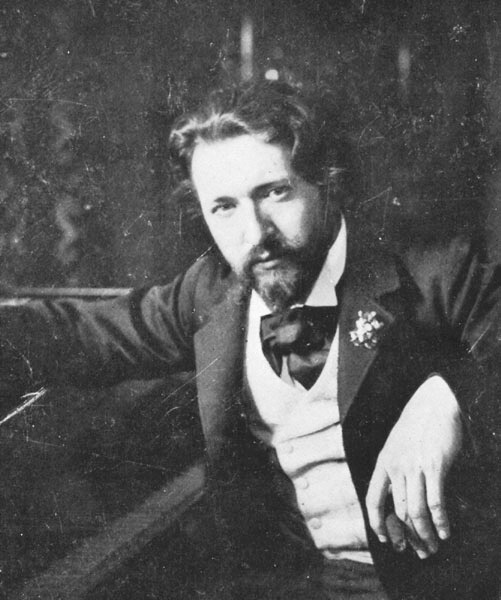
Ferruccio Busoni

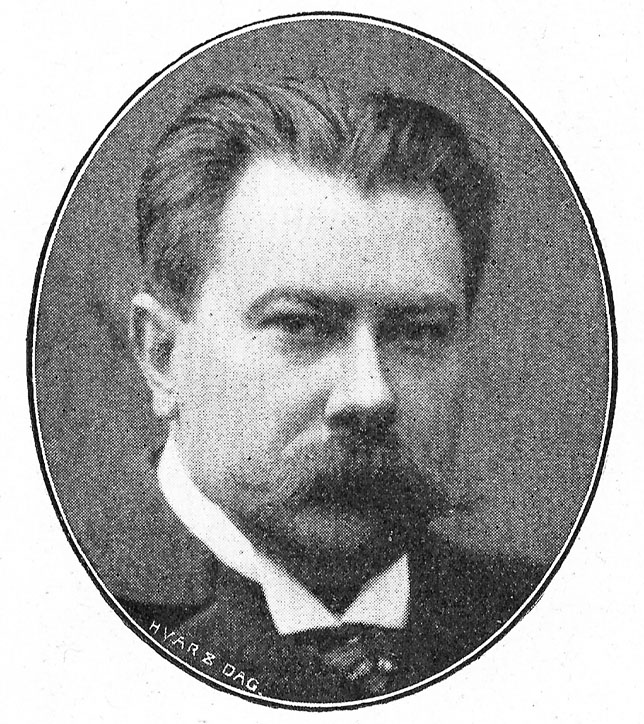
Tor Aulin

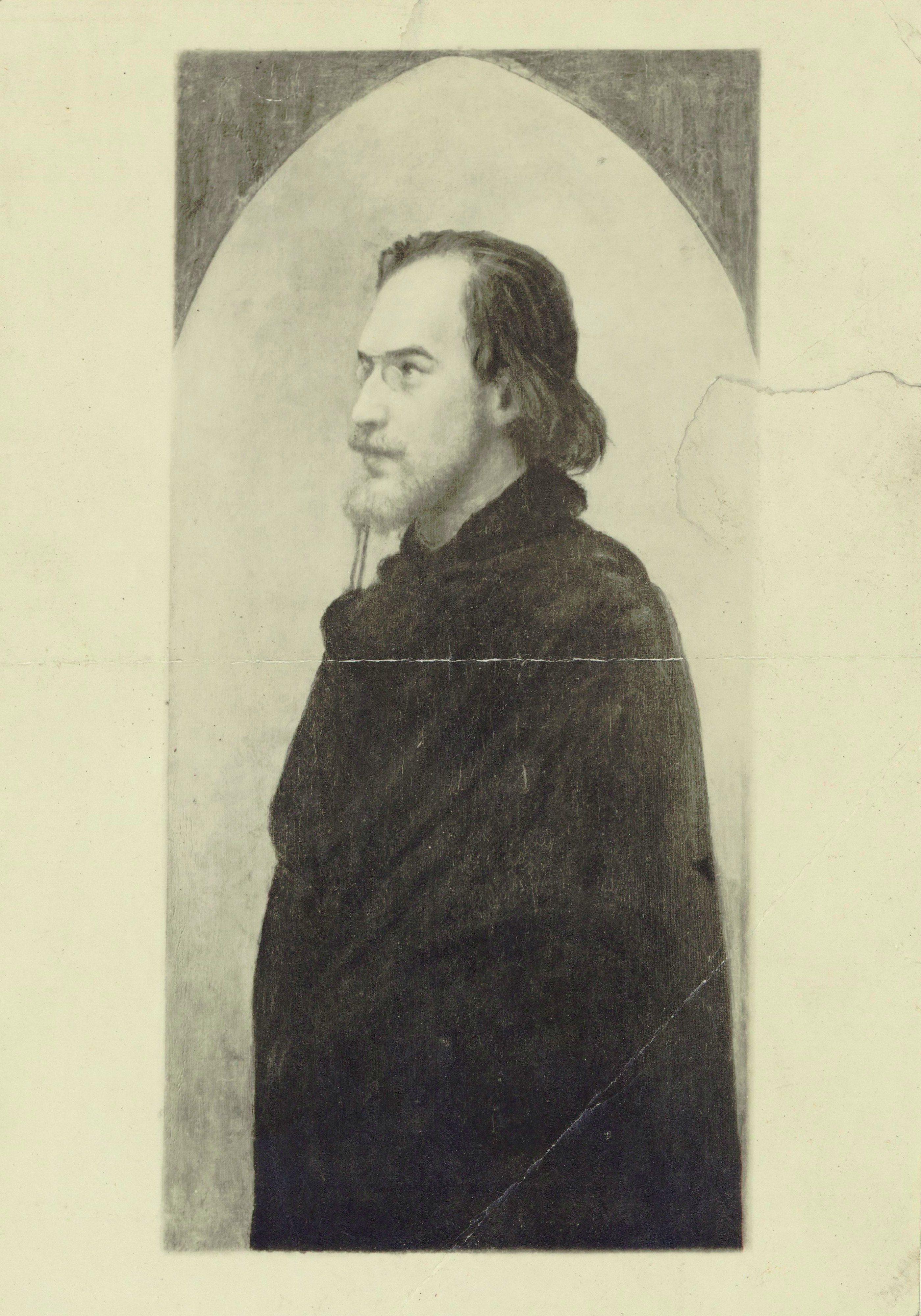
Erik Satie

- 4 janvier : Louis Abbiate, compositeur et violoncelliste monégasque († 23 juillet 1933).
- 11 janvier : Fernand Jouteux, compositeur et chef d'orchestre français († 16 septembre 1956).
- 13 janvier : Vassili Kalinnikov, compositeur russe († 11 janvier 1901).
- 1er février : Henri Albers, baryton néerlandais naturalisé français († 12 septembre 1926).
- 6 février : Henri Letocart, organiste et compositeur français († 1945).
- 10 février : Bror Beckman, compositeur suédois († 22 juillet 1929).
- 26 février : Tekla Griebel-Wandall, compositrice et pédagogue danoise († 28 juin 1940).
- 10 mars : Amanda Aldridge, chanteuse lyrique et compositrice britannique († 9 mars 1956).
- 1er avril : Ferruccio Busoni, compositeur, pianiste, professeur et chef d'orchestre italien († 27 juillet 1924).
- 13 mai : Ottokar Nováček, violoniste et compositeur hongrois († 3 février 1900).
- 17 mai : Erik Satie, compositeur et pianiste français († 1er juillet 1925).
- 23 mai : Percy Sherwood, compositeur et pianiste germano-britannique († 15 mai 1939).
- 31 mai : Vladimir Rebikov, compositeur et pianiste russe († 4 août 1920).
- 15 juin : Charles Wood, compositeur, pédagogue et organiste irlandais († 12 juillet 1926).
- 27 juin : Clotilde Kleeberg pianiste française († 7 février 1909).
- 20 juillet : André Hekking, violoncelliste français († 14 décembre 1925).
- 23 juillet : Francesco Cilea, compositeur italien († 20 novembre 1950).
- 28 juillet : Émile Poilleux, violoniste et écrivain français, professeur de violon et de musique classique († 27 octobre 1924).
- 10 septembre : Tor Aulin, violoniste, chef d'orchestre et compositeur suédois († 1er mars 1914).
- 20 septembre : Gustave Doret, compositeur, chef d'orchestre, critique musical, écrivain, chantre populaire et musicien suisse († 19 avril 1943).
- 15 octobre : Laura Lemon, compositrice canadienne († 18 août 1924).
- 7 novembre : Paul Lincke, compositeur allemand († 3 septembre 1946).
- 19 novembre : Hugo Felix, compositeur austro-américain († 24 août 1934).
- 24 novembre : Swan Hennessy, compositeur irlando-américain ayant fait carrière à Paris († 26 octobre 1929).
- 29 novembre : Waldemar von Bausznern, compositeur allemand († 20 août 1931).

Date indéterminée
- Clara Anna Korn, pianiste, compositrice et écrivaine américaine († 1941).

## Décès

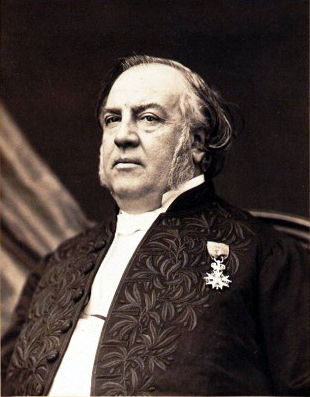
Louis Clapisson

- 2 février : Léopold Aimon, compositeur français (° 4 octobre 1779).
- 4 mars : Félix Danjou, organiste de la Cathédrale Notre-Dame de Paris (° 21 juin 1812).
- 10 mars : Antonio Pacini, compositeur italien (° 7 juillet 1778).
- 19 mars : Louis Clapisson, compositeur français (° 5 septembre 1808).
- 20 mars : Rikard Nordraak, compositeur norvégien (° 12 juin 1842).
- 2 avril : Aimé Leborne, compositeur et pédagogue français (° 29 décembre 1797).
- 6 juin : Antoine Ponchard, chanteur d'opéra et pédagogue français (° 31 août 1787).
- 17 juin : Joseph Méry, journaliste, romancier, poète, auteur dramatique et librettiste français (° 21 janvier 1797).
- 12 juillet : François Dacosta, clarinettiste et compositeur français (° 17 janvier 1778).
- 26 juillet : Aloys Schmitt, compositeur, professeur de musique et pianiste allemand (° 26 août 1788).
- 1er septembre : Eugène Walckiers, compositeur et flûtiste français (° 22 juillet 1793).
- 26 septembre : Carl Jonas Love Almqvist, écrivain, compositeur, poète suédois (° 28 novembre 1793).
- 8 novembre : Josefa Gassier, cantatrice espagnole (° 13 mai 1821).
- 20 novembre : Joseph d'Ortigue, musicographe, critique musical et historien de la musique français (° 22 mai 1802).
- 26 novembre : Adrien-François Servais, violoncelliste et compositeur belge (° 6 juin 1807).
- 29 novembre : Sophie Löwe, soprano allemande (° 24 mars 1815).
- 1er décembre : Jules Demersseman, compositeur et flûtiste français (° 9 janvier 1833).
- 3 décembre : Johannes Wenzeslaus Kalliwoda,  compositeur, chef d'orchestre et violoniste tchèque (° 21 février 1801).

Date indéterminée
- vers 1866 : José Eulalio Samayoa, compositeur guatémaltèque (° 10 décembre 1781).